# نورانيزا إدريس
نورانيزا إدريس (بالملايوية: Noraniza Idris)‏ (مواليد 27 أغسطس 1968 في جوهر بهرو، ماليزيا -) هي مغنية ماليزية.

## روابط خارجية
- نورانيزا إدريس على موقع ميوزك برينز (الإنجليزية)
- نورانيزا إدريس على موقع أول ميوزيك (الإنجليزية)
- نورانيزا إدريس على موقع ديسكوغز (الإنجليزية)